# Cynanchum puberulum
Cynanchum puberulum là một loài thực vật có hoa trong họ La bố ma. Loài này được F.Muell. ex Benth. mô tả khoa học đầu tiên năm 1868.